# 光綴飾態
光綴飾態（Light dressed state）在原子、分子和光学领域指的是一種原子或分子系统与激光相互作用的量子态，依佛洛凱繪景，大致像是一个原子或一个分子加上一个光子，而佛洛凱繪景則是基于具有週期系数的微分方程中的弗洛凱定理。

## 数学公式
与激光相互作用的带电粒子系统的哈密顿量可以表示为
{\displaystyle H=\sum _{i}{\frac {1}{2m_{i}}}\left[\mathbf {p} _{i}-{\frac {z_{i}}{c}}\mathbf {A(\mathbf {r} _{i},t)} \right]^{2}+V(\{\mathbf {r} _{i}\}),\ \ \ \ \ \ \ \ \ \ \ (1)}
{\displaystyle \mathbf {A} }是激光电磁场的矢量势； {\displaystyle \mathbf {A} }在时间上是週期性的{\displaystyle \mathbf {A} (t+T)=\mathbf {A} (t)} 。第{\displaystyle i\,}顆粒子的位置和動量表示为{\displaystyle \mathbf {r} _{i}\,}和{\displaystyle \mathbf {p} _{i}\,}，质量和电荷分别表示为{\displaystyle m_{i}\,}和{\displaystyle z_{i}\,} 。{\displaystyle c\,}是光速。由于激光场的这种时间週期性，总哈密顿量在时间上也是週期性的
{\displaystyle H(t+T)=H(t)\,.}
對具有這種哈密顿量的薛定谔方程，
{\displaystyle i\hbar {\frac {\partial }{\partial t}}\psi (\{\mathbf {r} _{i}\},t)=H(t)\psi (\{\mathbf {r} _{i}\},t)}
佛洛凱定理保证了其任意解{\displaystyle \psi (\mathbf {r} ,t)}可表达為如下的形式
{\displaystyle \psi (\{\mathbf {r} _{i}\},t)=\exp[-iEt/\hbar ]\phi (\{\mathbf {r} _{i}\},t)}
{\displaystyle \phi \,}與哈密頓量具有相同的時間週期性， {\displaystyle \phi (\{\mathbf {r} _{i}\},t+T)=\phi (\{\mathbf {r} _{i}\},t).}因此，這部分可以展開為傅立叶级数，得到
{\displaystyle \psi (\{\mathbf {r} _{i}\},t)=\exp[-iEt/\hbar ]\sum _{n=-\infty }^{\infty }\exp[in\omega t]\phi _{n}(\{\mathbf {r} _{i}\})\ \ \ \ \ \ \ \ \ \ \ (2)}
{\displaystyle \omega (=2\pi /T)\,}是激光场的频率。表达式(2)揭示了由哈密顿量(1)所支配的系统的量子态，可由一個实数{\displaystyle E\,}及一个整数{\displaystyle n\,}指定。
整数{\displaystyle n\,}在式(2)中可看作是从激光场吸收（或被发射至激光场）的光子数。为了证明此说法而需阐明解（2）之间的对应关系，该解源自没有光子概念的电磁场的经典表达式，以及源自量子化电磁场的解（参见量子场论）。（可以验证{\displaystyle n\,}等于在极限情形{\displaystyle n\ll N\,}所吸收光子数的期望值 ，{\displaystyle N\,}是总光子的初始数量。 )